# Kalanchoe bergeri
Kalanchoe bergeri är en fetbladsväxtart som beskrevs av R.-hamet och Perrier. Kalanchoe bergeri ingår i släktet Kalanchoe och familjen fetbladsväxter. Inga underarter finns listade i Catalogue of Life.